# Janusz Sadza
Janusz Sadza (ur. 26 lutego 1967) – polski dziennikarz muzyczny, scenarzysta, felietonista. 
Pracował w Radiu Wrocław, Radiu Kolor i Radiu Eska. Na początku lat 90. był członkiem grupy Mader Faker Studio, tworzącej filmy krótkometrażowe, za których oprawę muzyczną odpowiadał. Główny pomysłodawca serialu Świat według Kiepskich i jego scenarzysta w latach 1999–2000 (37 odcinków, współpraca z Aleksandrem Sobiszewskim i Piotrem Kalwasem), 2002 (3 odcinki, współpraca z Pawłem Czumą) i 2007 (1 odcinek). Gościnnie wystąpił w 17 odcinku serialu jako uczeń Socha.
Tworzył scenariusze do serialu O czym szumią kierpce i filmu animowanego Kajko i Kokosz. Prowadził programy muzyczne w TVP Polonia Pałer i Telegama Polskiej Piosenki z Erikiem Alirą, zwycięzcą II serii programu Bar.